# Fillide Melandroni
Fillide Melandroni (Siena, 1581 – Roma, 3 luglio 1618) è stata una modella e cortigiana italiana.
Fu ritratta da Caravaggio in un dipinto, e secondo alcuni critici posò come modella anche in altri dipinti del pittore.

## Biografia
La Melandroni nacque a Siena nel 1581. Nel 1593, in seguito alla morte del padre Enea, si trasferì a Roma con sua madre Cinzia e suo fratello Silvio. La famiglia fu accompagnata dall'amica di Fillide Anna Bianchini e dalla sua famiglia. I due nuclei famigliari soggiornarono nella stessa casa di via dell'Armata. Poco dopo, le due madri spinsero le ragazze a lavorare come prostitute. La Melandroni e la Bianchini furono arrestate nell'aprile 1594 per essere uscite dal bordello dopo il tramonto e furono sospettate di adescamento.
Presto la Melandroni divenne una delle donne più ricercate di Roma. Risiedette in una casa all'Ortaccio dove ospitò molti clienti facoltosi, tra cui il banchiere e collezionista d'arte Vincenzo Giustiniani, mecenate di Caravaggio. La Melandroni apparve in diverse opere dell'artista tra cui Ritratto di cortigiana, Santa Caterina d'Alessandria, Marta e Maria Maddalena e Giuditta e Oloferne.
Ebbe una relazione con Ranuccio Tomassoni, il quale si ipotizza sia stato il suo protettore. L'11 febbraio 1599, a seguito di una denuncia per una festa rumorosa e per presenza di armi, la coppia fu arrestata.
La diocesi di Roma la definì una cortigiana scandalosa nel 1599 dopo che la donna rifiutò il sacramento. Nello stesso anno fu arrestata per possesso di un'arma che le aveva regalato Tomassoni.
Alla fine del 1600, la Melandroni fu denunciata alla polizia per aver aggredito con un coltello un'altra cortigiana di nome Prudenza Zacchia, dopo averla sorpresa in intimità con Tomassoni.
Nel 1612 fu costretta a lasciare Roma dalla famiglia del poeta e librettista veneziano Giulio Strozzi, suo amante dell'epoca, al quale lasciò in eredità un suo ritratto dipinto da Caravaggio per mezzo di un testamento redatto nell'ottobre 1614.
La Melandroni morì nel 1618 all'età di trentasette anni. La Chiesa si rifiutò di concederle una sepoltura secondo rito cristiano.